# Klausen (Italië)

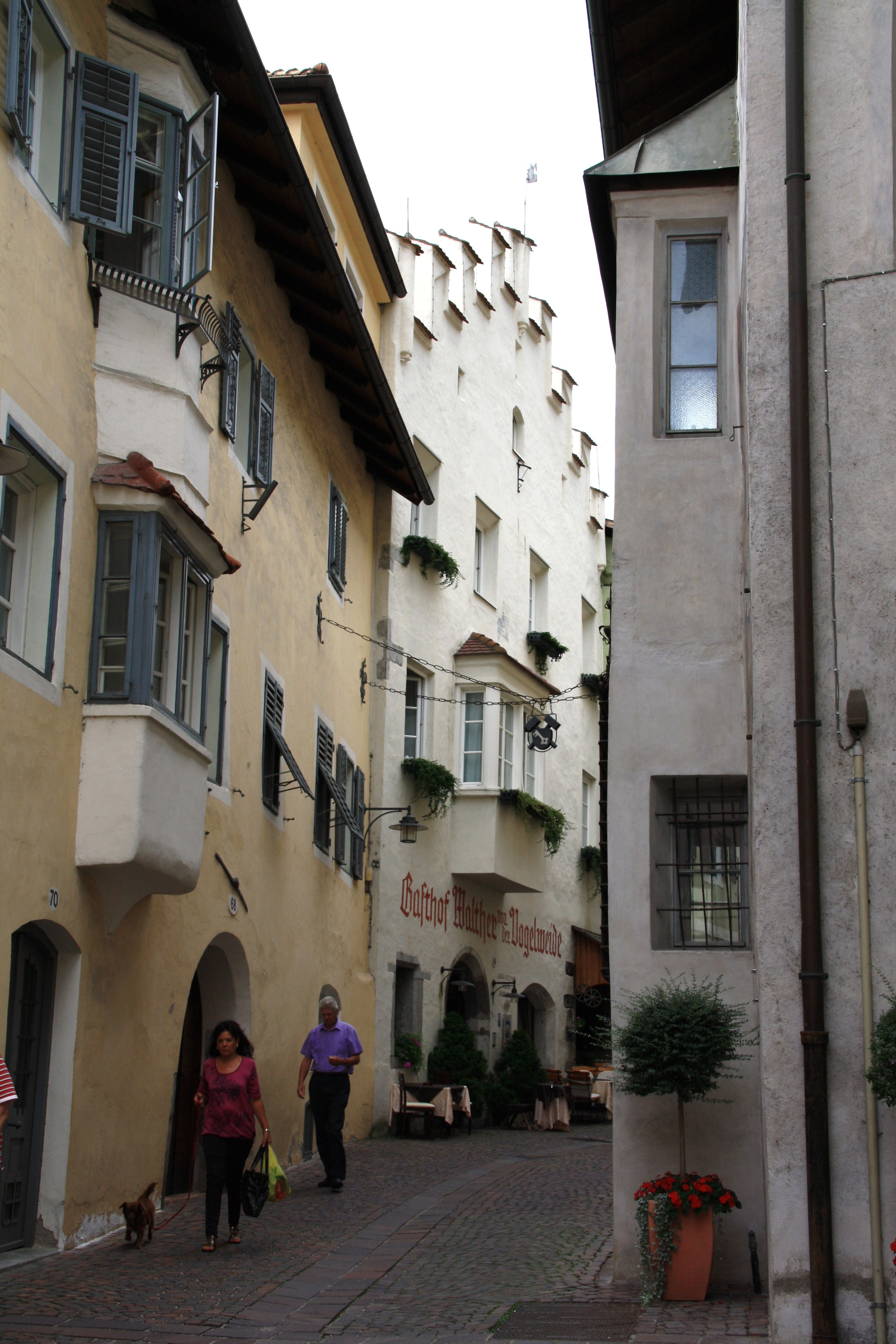

Klausen (Italiaans: Chiusa) is een gemeente in de Italiaanse provincie Zuid-Tirol (regio Trentino-Zuid-Tirol) en telt 4863 inwoners (31-12-2004). De oppervlakte bedraagt 51,4 km², de bevolkingsdichtheid is 95 inwoners per km².
Een bijzondere bezienswaardigheid is de Abdij van Säben (Italiaans : Sabiona), de allereerste bisschopszetel van Tirol.
In de 11e eeuw liet Johannes Vincentius een kerk bouwen in Klausen ter ere van Michaël.

## Geografie
De gemeente ligt op ongeveer 523 m boven zeeniveau en heeft aan de Brennerspoorlijn ook een station Chiusa-Klausen.
Klausen grenst aan de volgende gemeenten: Feldthurns, Lajen, Sarntal, Vahrn, Villanders, Villnöß.
De volgende Fraktionen maken deel uit van de gemeente:
- Gufidaun (Gudon)
- Latzofons (Lazfons)
- Verdings (Verdignes)